# Ніккі Глейзер
Ніккі Глейзер (*1 червня 1984) — американська стендап-комікеса, акторка, телеведуча й подкастерка. Була ведучою телесеріалу Not Safe з Ніккі Глейзер, прем'єра якого відбулася на Comedy Central у 2016 році. Знялася в реаліті-шоу 2022 року «Ласкаво просимо додому» на E!, вела реаліті-шоу «Побачення наосліп» в 2019, шоу «Браво» та «Острів FBoy» 2021—2023 на HBO Max і The CW, а також його спіноф «Коханці та брехуни» на CW. Вела церемонію «Золотий глобус» 2025 року, що зробило її першою соло-ведучою в історії «Золотих глобусів».
Ніккі Глейзер знімалася в багатьох комедійних фільмах: у режисерки Емі Шумер «Аварія поїзда» (2015). «Я почуваюся гарною» (2018), також з'являлася в таких шоу, як «Всередині Емі Шумер» і «AP Bio». Вона брала участь у таких конкурсних шоу, як «Танці з зірками» (2018) і «Співачка в масці» (2022), у постановках Роба Лоу (2016), Брюса Вілліса (2018), Алека Болдуіна (2019) і Тома Брейді (2024). Номінована на Вибір телевізійних критиків, Золотий Глобус, Греммі і Прайм-тайм премію «Еммі».

## Раннє життя
Ніккі Глейзер народилася в Цинциннаті, штат Огайо, в сім'ї Джулі Е. (до шлюбу Берк) та Едварда Дж. Глейзера, вона має ірландське та німецьке походження. У неї є брат і молодша сестра Лорен. Була вихована католичкою та  провела більшу частину дитинства в передмісті Сент-Луїса Кірквуд, штат Міссурі. Закінчила середню школу Кірквуд, відвідувала Університет Колорадо Боулдердеякій час і Канзаський університет. Закінчила його зі ступенем англійської літератури.

## Кар'єра

### Стендап

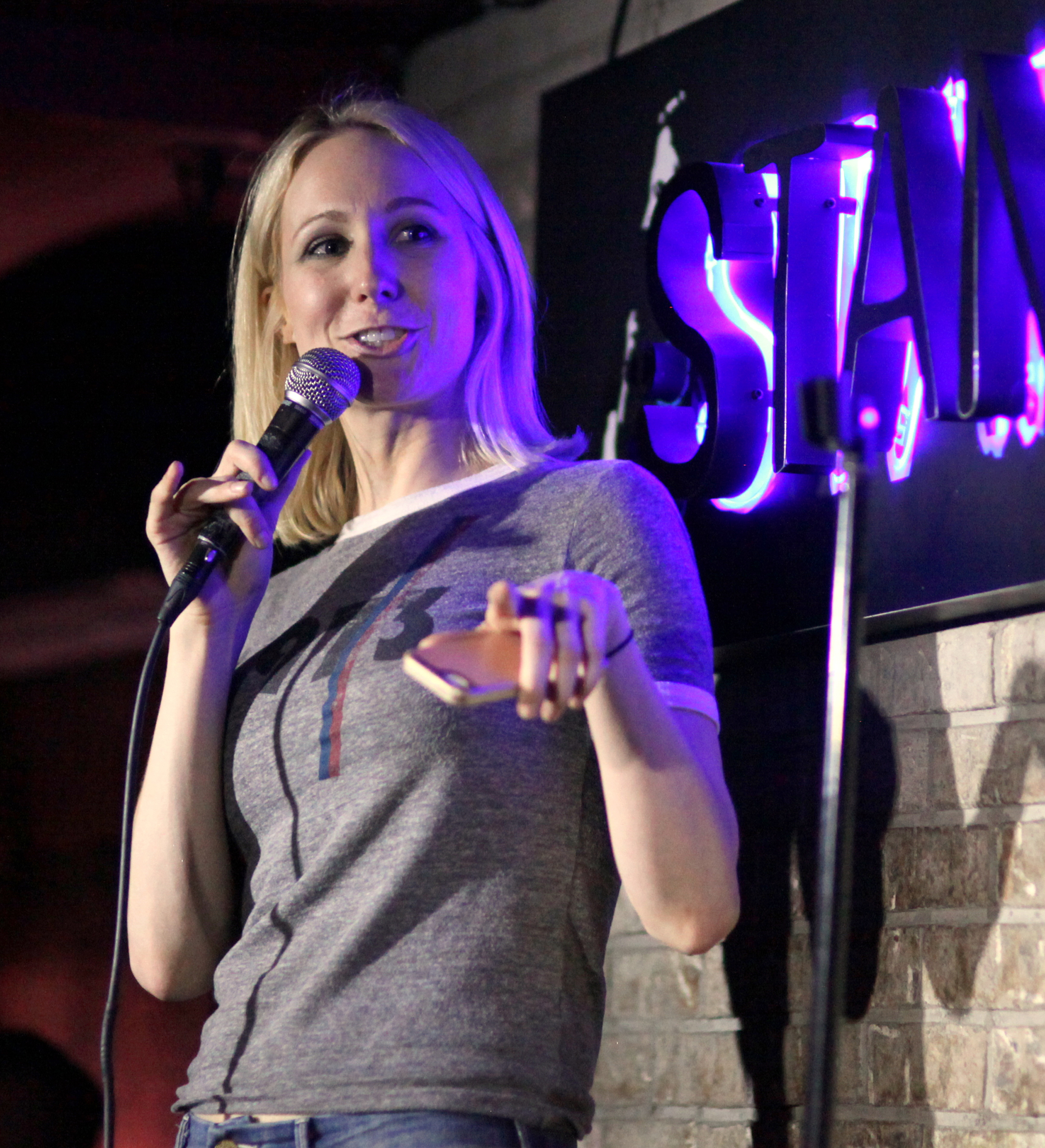
Виступ у 2016 році

Ніккі почала займатися стендапом у 18 років. Перші жарти написала в коледжі. Вона згадувала в інтерв'ю: "Я це пам'ятаю. Я була першокурсницею коледжу, і всі в моєму гуртожитку захопили їдальню, як навчальний зал. Я зайшла туди і замість того, щоб вчитися, просто дивилася на них, оцінювала їх і намагалася подумати: «Що Сара Сільверман скаже про цих людей?». Я не писала анекдоти, я просто знала стендапи, які запам'ятала, бо вони мені подобались, я ще не думала про своє майбутнє.
Вона виступала у стендапі на сценах в театрах The Tonight Show з Джеєм Лено, Конаном в двох сезонах реаліті-серіалу Last Comic Standing. Її перший повнометражний стендап-серіал "Ідеально" вийшов на Comedy Central 9 квітня 2016 року. Її другий спеціальний серіал "Bangin« прем'єра відбулася 1 жовтня 2019 на Netfliх. У 2024 році Глейзер виступила на Roast of Tom Brady, стендап транслювався в прямому ефірі на Netflix.

### Подкаст і радіо
Ніккі Глейзер з 2011 по 2014 рік вела подкаст із комікесою Сарою Шефер під назвою „You Had To Be There“. У липні 2013 вона виступила на радіо-шоу The Debaters, обговорюючи казку „Рано спати“. У березні 2015 року Глейзер з'явилася в подкасті Giant Bomb про життєві поради Danswers, розповідаючи про такі теми, як її досвід із співведучим Деном Райкертом у коледжі.
Ніккі Глейзер була співведучою подкасту» We Know Nothing" разом із коміком Філом Генлі та співмешканкою / музиканткою Анею Мариною. «Це гумористичний подкаст про стосунки, який приймає дзвінки від слухачів і намагається дати їм поради щодо кохання. З січня по жовтень 2016 року вона вела супутній подкаст до свого шоу на Comedy Central Not Safe з Деном Сен-Жерменом і Браяном Френджем. Кожен епізод вони обговорювали з питання сексу та стосунків. У лютому 2018 року вона почала вести „You Up“» в ефірі Sirius XM Comedy Central Radio. Шоу було відмінено Sirius XM 7 травня 2020 року та продовжувалось у вигляді подкасту до останнього епізоду 2 жовтня 2020 року. Починаючи з 2018 року вела кілька шоу на каналі Sirius XM 38 і на каналі поп-музики 314.
Упродовж 2018 та 2019 років Ніккі Глейзер з'являлася на каналах Говарда Стерна на Sirius XM, зокрема в ролику водія лімузина Ронні та як гість у підсумковому шоу. 24 вересня 2019 року вона була гостею у фільмі з Говардом Стерном для повноцінного інтерв'ю. Глейзер з'явилася на The Joe Rogan Experience 3 жовтня 2018 року, 3 жовтня 2019 року, та 20 серпня 2020 року. Подкаст Ніккі Глейзер містить тематичну музику у виконанні Ані Марини, а співведучим був стендап-комік Ендрю Коллін, доки не залишив шоу восени 2022 року. Перший епізод вийшов 22 березня 2021 року. Новим співведучим став комік Браян Френдж.
У 2022 році Ніккі Глейзер отримала значну кількість підписників в Instagram, що зробило її 26-ю жінкою-комікесою за кількістю підписок на цій платформі. Глейзер вважає підтримку присутності в соцмережах вимогливою роботою для коміків, описуючи це як «телевізійне шоу, яке ніколи не закінчується».
Глейзер зіграла невелику роль у фільмі Генрі Філліпса 2009 року «Пробиваючи клоуна». Вона з'явилася в образі самої себе в документальному фільмі Джордана Брейді «I Am Comic» 2010 року та його продовженні 2014 року «I Am Road Comic». 29 січня 2013 року на MTV відбулася прем'єра щотижневого телевізійного серіалу Nikki &amp; Sara Live, який ведуть Глейзер і Шефер. Шоу було скасовано 29 жовтня 2013 року після двох сезонів. 19 квітня 2013 року Глейзер з'явилася в пілотному епізоді телевізійного серіалу Those Who Can't, спочатку створеного Amazon Studios. У 2015 році персонажку Глейзер замінила Марія Теєр, коли серіал підібрав TruTV.
Глейзер з'являлася в шоу MTV, таких як Money from Strangers, Awkward і Фейлософія. Вона зіграла роль у фільмі режисера Джадда Апатоу «Аварія поїзда» (2015) і «Я почуваюся гарною» (2018). 2 червня 2015 року Comedy Central схвалив токшоу на сексуальну тематику, організоване Глейзер, під назвою Not Safe with Nikki Glaser. Прем'єра серіалу відбулася 9 лютого 2016 року. Шоу було підібрано 4Music у Великобританії, але скасовано в листопаді 2016 року. 5 вересня 2016 року Глейзер з'явилася на Comedy Central Roast Роба Лоу в ролі обсмажувачки. Вона з'явилася на Comedy Central Roast Брюса Вілліса 28 липня 2018 року.
12 вересня 2018 року Глейзер було оголошено однією зі знаменитостей, які змагатимуться у 27 сезоні Танців з зірками. Її професійним партнером був Гліб Савченко. Вони були першою парою, яка вибула зі змагань 25 вересня. 6 лютого 2019 року Глейзер з'явилася в третьому епізоді третього сезону реп-батл-шоу знаменитостей Drop the Mic. Вона змагалася з іншим коміком Бредом Вільямсом, вигравши битву. У листопаді 2019 року Bravo відродило шоу «Побачення наосліп», а новою ведучою стала Глейзер.
30 липня 2020 року Глейзер виступила учасницею дискусії «Говорити правду» разом із співучасниками дискусії Джоелем МакГейлом, Олівером Гадсоном і Вівікою А. Фокс. Це була одна з її 11 появ у шоу з 2017 по 2021 рік. Глейзер є ведучою комедійного реаліті-серіалу FBOY Island і Lovers and Liars. Перша вперше вийшла в ефір на HBO Max 29 липня 2021 року. Життя Глейзер було показано в E! реаліті-серіал Ласкаво просимо додому Ніккі Глейзер?, який вийшов в ефір 1 травня 2022 року. Глейзер знялася в ролі себе в сьомому сезоні реаліті-серіалу Netflix Selling Sunset. Брала участь у восьмому сезоні «Співака в масці» як «Заметіль». Перемігши Кріса Джеріко в ролі «Нареченої» та Адама Кероллу в ролі «Авокадо» в «Comedy Roast Night», а також Лінду Блер у ролі «Опудала» та Рея Паркера молодшого в ролі «Sir Bug a Boo» в «Fright Night», вона вибула під час півфіналу, посівши 3 місце.
У липні 2023 року Глейзер з'явилася в Celebrity Family Feud зі своєю сім'єю. Вони змагалися проти Бібі Рекса та її родини. 3 січня 2024 року Глейзер з'явилася зі своїм батьком Е. Джеєм у першому епізоді ігрового шоу « Ми — сім'я», яке веде Ентоні Андерсон. У травні 2024 року вона з'явилася в серіалі Netflix The Roast of Tom Brady. З жовтня 2024 року Глейзер також з'явилася в першому сезоні серіалу «Чи розумніш ти за знаменитість?», який веде Тревіс Келс.

## Особисте життя
Глейзер має стосунки з продюсером Крісом Конві. Станом на 2022 рік вона жила в центральному районі Вест-Енд у Сент-Луїсі.
З 2012 року вона не вживала алкоголю, а також кинула палити. Вона приписує творам Аллена Карра роль у своєму одужанні. Глейзер також розповіла, що на початку життя боролася з розладом харчової поведінки та звернулася за допомогою до програми відновлення.
Глейзер давня борчиня за права тварин і веганка з 2016 року.
Починаючи з жовтня 2023 року вона відвідала 22 концерти Тейлор Свіфт під час туру Eras Tour.

## Комедійні тури
| рік              | Назва                    |  |
| ---------------- | ------------------------ |  |
| 2020 — 2021 роки | Bang It Out              |  |
| 2021 — 2022 роки | Одна ніч з Ніккі Глейзер |  |
| 2023 — 2024 роки | Тур Good Girl            |  |
| 2024 — 2025 роки | Живий і нездоровий       |  |

| рік      | Назва                    | роль                              | Примітки             |
| -------- | ------------------------ | --------------------------------- | -------------------- |
| 2009 рік | Удари клоуна             | Олімпія                           |                      |
| 2010 рік | Я комікс                 | себе                              | Документальний фільм |
| 2015 рік | Залізнична аварія        | Ліза                              |                      |
| 2016 рік | Удари Генрі              | Барвумен Клер                     |                      |
| 2018 рік | Я відчуваю себе красивою | Жінка в штаб-квартирі Лілі Леклер |                      |
| 2021 рік | Істеричний               | себе                              | Документальний фільм |

| Year      | Title                                 | Role                 | Notes                                                        |
| --------- | ------------------------------------- | -------------------- | ------------------------------------------------------------ |
| 2013      | Nikki &amp; Sara Live                 | Herself (host)       | 24 episodes; also co-creator, writer, and executive producer |
| 2013      | The Half Hour                         | Herself              | Season 2, Episode 2: Stand-up comedy set                     |
| 2013–2015 | Inside Amy Schumer                    | Various              | 5 episodes                                                   |
| 2016      | Not Safe with Nikki Glaser            | Herself (host)       | 20 episodes; also creator, writer, and executive producer    |
| 2016      | Nikki Glaser's Perfect                | Herself              | Stand-up special                                             |
| 2016      | Comedy Central Roast of Rob Lowe      | Herself (roaster)    | Television special                                           |
| 2017      | The Standups                          | Herself              | Episode: «With Nikki Glaser»                                 |
| 2017      | Adam Ruins Everything                 | Sallie Mae           | Episode: «Adam Ruins College»                                |
| 2018      | A.P. Bio                              | Chloe from Baltimore | Episode: «Dating Toledoans»                                  |
| 2018      | Alone Together                        | Annette              | Episode: «Property Management»                               |
| 2018      | Comedy Central Roast of Bruce Willis  | Herself (roaster)    | Television special                                           |
| 2018      | Dancing with the Stars                | Herself/Contestant   | Season 27; eliminated first                                  |
| 2019      | Historical Roasts                     | Kurt Cobain          | Episode: «Freddie Mercury»                                   |
| 2019      | Nikki Glaser: Bangin'                 | Herself              | Stand-up special                                             |
| 2019      | Comedy Central Roast of Alec Baldwin  | Herself (roaster)    | Television special                                           |
| 2019      | Blind Date                            | Host                 | 55 episodes                                                  |
| 2020      | Crank Yankers                         | Herself (voice)      | Episode: «Nikki Glaser, Jimmy Kimmel & Tracy Morgan»         |
| 2021      | MTV Movie &amp; TV Awards: Unscripted | Host                 | Television special                                           |
| 2021–2023 | FBOY Island                           | Herself (host)       | 30 episodes; also executive producer                         |
| 2022      | Robot Chicken                         | Cheetah (voice)      | Episode: «May Cause Indecision…Or Not»                       |
| 2022      | Nikki Glaser: Good Clean Filth        | Herself              | HBO stand-up special                                         |
| 2022      | Welcome Home Nikki Glaser?            | Herself              | 8 episodes; also creator and executive producer              |
| 2022      | Close Enough                          | Ranessa (voice)      | 2 episodes                                                   |
| 2024      | The Roast of Tom Brady                | Herself              | Netflix special                                              |
| 2024      | Nikki Glaser: Someday You'll Die      | Herself              | Stand-up special                                             |
| 2024      | Lovers and Liars                      | Herself (host)       | 10 episodes; also executive producer                         |
| 2025      | 82nd Golden Globe Awards              | Herself (host)       | Television special                                           |

| рік      | Назва                    | Група                  | Примітки |
| -------- | ------------------------ | ---------------------- | -------- |
| 2021 рік | Стовп солі               | Метт Понд Пенсильванія |          |
| 2022 рік | Monotony ft Nikki Glaser | Природні лінії         |          |

## Дискографія
Усі титри адаптовані з Apple Music і Spotify.

### Сингли

#### Як головний артист
| рік      | Назва | Альбом                                | Письменник(и) | Виробник(и) |
| -------- | --- | ------------------------------------- | ------------- | ----------- |
| 2024 рік | style="background: var(--background-color-interactive, #ececec); color: var(--color-base, #202122); vertical-align: middle; text-align: center; " class="table-na" \| Non-album single | Ніккі Глейзер, Ден Монахан, Тім Конві | Ден Монахан   |             |

| Асоціація                             | рік      | Категорія                                             | Робота | Результат | Ref. |
| ------------------------------------- | -------- | ----------------------------------------------------- | --- | --------- | ---- |
| Телевізійна премія Critics' Choice    | 2025 рік | Найкраща спеціальна комедія                           | style="background: #FDD; color: black; vertical-align: middle; text-align: center; " class="no table-no2"\|Номінація     | [ 60 ]    |      |
| Золотий глобус                        | 2025 рік | Найкращий стендап-комедійний виступ                   | style="background: #FDD; color: black; vertical-align: middle; text-align: center; " class="no table-no2"\|Номінація     | [ 61 ]    |      |
| Нагороди Греммі                       | 2025 рік | Найкращий комедійний альбом                           | style="background: #FDD; color: black; vertical-align: middle; text-align: center; " class="no table-no2"\|Номінація     | [ 62 ]    |      |
| Прайм-тайм премії Еммі                | 2024 рік | Видатний естрадний спеціальний (попередньо записаний) | style="background: #FDD; color: black; vertical-align: middle; text-align: center; " class="no table-no2"\|Номінація     | [ 63 ]    |      |
| Нагороди Гільдії письменників Америки | 2025 рік | Найкраща комедія/вар'єте — спеціальні пропозиції      | style="background: #99FF99; color: black; vertical-align: middle; text-align: center; " class="yes table-yes2"\|Перемога | [ 64 ]    |      |

1. ↑  https://www.runnersworld.com/runners-stories/a20866305/nikki-glaser/
2. ↑  Discogs — 2000.
3. ↑  https://web.archive.org/web/20140413140942/http://thehalperts.com/genealogy/Default/PersPage_12294.html
4. ↑  Famous birthdays for June 1. 1 червня 2024. Процитовано 30 серпня 2024. Comedian Nikki Glazer is 40
5. ↑  Hartwig, Gabe; O'Malley, Beth. 'Welcome Home Nikki Glaser?' recap 3: 'Taylor Thrift' can't shake off baby fever. St. Louis Post-Dispatch. Процитовано 13 травня 2022.
6. ↑  Golden Globes History Maker Nikki Glaser In Prabal Gurung. GlamStyled.com. 6 січня 2025. Процитовано 6 січня 2025.
7. ↑  Pennington, Gail (24 січня 2013). St. Louis comic Nikki Glaser is headed for MTV late-night. St. Louis Post-Dispatch. Архів оригіналу за 2 жовтня 2017.
8. ↑  The Nikki Glaser Podcast: #192 A Squishy Marshmallow on Apple Podcasts. Apple Podcasts. Процитовано 15 квітня 2022.
9. ↑  Nikki Glaser is still searching for 'the line' to cross. The Jerusalem Post | JPost.com. 17 травня 2023.
10. ↑  Comedian Glaser brings truth-talking to salty standup. palmbeachartspaper.com.
11. ↑  Davidson, Phil (27 січня 2011). The Life of the Road Warrior with Nikki Glaser. Splitsider. Архів оригіналу за 19 січня 2018. Процитовано 8 січня 2013.
12. ↑  Jackson, Liam (16 березня 2018). Where are they now: Nikki Glaser. The Kirkwood Call. Kirkwood, Missouri. Процитовано 27 лютого 2021.
13. 1 2  You Had To Be There. Процитовано 11 лютого 2016.
14. ↑  Tupica, Rich (28 січня 2020). Nikki Glaser: The Stand-Up Who Never Sits Down. Revue: West Michigan's Arts & Entertainment Guide. Архів оригіналу за 26 квітня 2021. Процитовано 31 січня 2020.
15. 1 2  Nikki Glaser to tape Comedy Central pilot, 'NSFW w/Nikki Glaser'. The Laugh Button. 2 грудня 2014.
16. ↑  Nikki Glaser's Netflix Special Premieres Next Month. Vulture. Процитовано 9 березня 2023.
17. ↑  Tom Brady Gets Triggered By Jeff Ross Joke During Roast: "Don't Say That Sh** Again". Deadline Hollywood. Процитовано 5 травня 2024.
18. ↑  The Debaters: Baseball vs Cricket & Early to Bed. cbc.ca. Процитовано 24 квітня 2020.
19. ↑  Danswers 04: Nikki Glaser. GiantBomb.com. Процитовано 3 лютого 2016.
20. ↑  Hartshorn, Tori (15 січня 2018). Comedy Central Announces New Sirius XM Live Morning Show You Up With Nikki Glaser. BroadwayWorld.
21. ↑  You Up with Nikki Glaser on Apple Podcasts. Apple Podcasts. 2 жовтня 2020.
22. ↑  Joe Rogan Experience #1360 – Nikki Glaser, YouTube, 3 жовтня 2019, процитовано 6 жовтня 2019
23. ↑  Nikki Glaser Joins Big Money Players Network With New Daily Podcast. iHeartMedia. 15 березня 2021. Процитовано 29 березня 2021.
24. ↑  Symons, Alex (2023). Women Comedians in the Digital Age (вид. 1st). London and New York: Routledge. с. 99. doi:10.4324/9781003268680. ISBN 978-1032215020.
25. ↑  Symons, Alex (2023). Women Comedians in the Digital Age (вид. 2023). London and New York: Routledge. с. 99. doi:10.4324/9781003268680. ISBN 978-1032215020.
26. ↑  Cast of Punching the Clown. IMDb.
27. ↑  Cast of I Am Comic. IMDb.
28. ↑  I Am Road Comic. IMDb.
29. ↑  Angelo, Megan (28 грудня 2012). Friends First, Talk-Show Hosts Later. The New York Times. Процитовано 30 грудня 2012.
30. ↑  Kondolojy, Amanda (22 листопада 2013). 'Nikki & Sara Live' Canceled After Two Seasons by MTV. TV by the Numbers. Архів оригіналу за 3 грудня 2013.
31. ↑  Watch Those Who Can't Season 1 | Prime Video. Amazon. Процитовано 7 грудня 2020.
32. ↑  Logan, Elizabeth (20 січня 2016). How the Creators of TruTV's Those Who Can't Reconceived Their Female Character. Vulture. Процитовано 18 серпня 2021.
33. ↑  Nikki & Sara LIVE: Cast. MTV. Архів оригіналу за 6 квітня 2013. Процитовано 30 червня 2014.
34. ↑  Casey, Dan (29 квітня 2015). Interview: Amy Schumer & Judd Apatow on Bringing TRAINWRECK to Life. Nerdist.com. Архів оригіналу за 19 вересня 2018. Процитовано 11 червня 2015.
35. ↑  I Feel Pretty (2018). IMDb.
36. ↑  Eakin, Marah (2 червня 2015). Nikki Glaser is getting her raunchy Comedy Central show. A.V. Club.
37. ↑  "ALL THE ROB THAT'S FIT TO ROAST". Comedy Central. Архів оригіналу за 8 листопада 2018. Процитовано 6 вересня 2016.
38. ↑  Roast of Bruce Willis. Comedy Central. Архів оригіналу за 1 серпня 2018. Процитовано 1 серпня 2018.
39. ↑  Murphy, Desiree (12 вересня 2018). 'Dancing With the Stars' Season 27 Cast Revealed -- Meet the Celebs and Their Pro Partners!. Entertainment Tonight. Процитовано 12 вересня 2018.
40. ↑  Drop the mic. YouTube. 15 травня 2019. Процитовано 19 січня 2020.
41. ↑  Vena, Jocelyn (10 жовтня 2019). Blind Date Returns with Nikki Glaser as Your Guide to the Awkward, Cringeworthy & Fun Dates. Bravo TV Official Site.
42. ↑  To Tell the Truth Season 6, Episode 20. Rotten Tomatoes. Процитовано 5 травня 2024.
43. ↑  Here's How FBOY Island Changed Host Nikki Glaser's Life. E News. 29 липня 2021. Процитовано 5 травня 2024.
44. ↑  Why Snowstorm on 'The Masked Singer' has Bob Saget to thank for us all finding out she can sing. Entertainment Weekly.
45. ↑  Nikki Glaser and Bebe Rexha Battle It Out on an All-New Celebrity Family Feud. Feeling the Vibe. 16 липня 2023. Процитовано 18 липня 2023.
46. ↑  We Are Family reveals: See every singer and their celebrity relative. Entertainment Weekly. Процитовано 5 травня 2024.
47. ↑  Ortiz, Andi (6 травня 2024). Nikki Glaser Roasts Kevin Hart's 'Sh--ty' Movies. TheWrap. Процитовано 6 травня 2024.
48. ↑  Club Random with Bill Maher. YouTube. 25 липня 2022.
49. ↑  Johnson, Kevin C. (May 2022). St. Louisan Nikki Glaser learns you can go home again in new E! reality series. St. Louis Post-Dispatch. Процитовано 3 травня 2022.
50. ↑  Palmer, Marc (17 червня 2020). The Courtney Show. 106.5 The Arch. Процитовано 3 травня 2022.
51. ↑  Nikki Glaser | The Mental Illness Happy Hour. MentalPod.com. 24 лютого 2012. Процитовано 19 січня 2020.
52. ↑  Glaser, Nikki (22 березня 2016). Comedian Nikki Glaser on Sex, Sobriety, Flemish, and More Sex. Maxim. Процитовано 19 січня 2020.
53. ↑  All it Took Was One Book for Nikki Glaser to Quit Drinking. YouTube. 3 жовтня 2019. Процитовано 19 січня 2020.
54. ↑  Haglage, Abby (4 липня 2021). Comedian Nikki Glaser opens up about her battle with anorexia: 'I'd say it was intermittent fasting'. Yahoo! Life. Процитовано 10 липня 2024.
55. ↑  Its Not Easy Being Vegan Comedian Nikki Glaser Says It Feels Right. thebeet.com. 3 липня 2020.
56. ↑  Dailey, Hannah (19 грудня 2024). Nikki Glaser Spent Nearly $100K on Taylor Swift Eras Tour Shows: 'I Would've Paid Even More'. Billboard. Процитовано 25 грудня 2024.
57. ↑  Tinoco, Armando (5 травня 2024). The Roast Of Tom Brady Photos: Best Of The Red Carpet Of Netflix Special. Deadline Hollywood.
58. ↑  Nikki Glaser on Apple Music. Apple Music. Процитовано 11 січня 2025.
59. ↑  Nikki Glaser - Spotify. Spotify. Процитовано 11 січня 2025.
60. ↑  Pedersen, Erik (5 грудня 2024). 'Shōgun' Leads With Six Critics Choice Awards TV Nominations – Full List. Deadline Hollywood. Процитовано 7 грудня 2024.
61. ↑  Wiseman, Andreas (9 грудня 2024). Golden Globes Nominations Full List Revealed: 'Emilia Perez' Leads In Film & 'The Bear' Leads TV. Deadline Hollywood. Процитовано 9 грудня 2024.
62. ↑  Nikki Glaser | Artist. The Recording Academy. Процитовано 7 грудня 2024.
63. ↑  Nikki Glaser | Emmy Awards, Nominations and Wins. Academy of Television Arts & Sciences. Процитовано 7 грудня 2024.
64. ↑  Richlin, Harrison (15 лютого 2025). ‘Anora,’ ‘Hacks,’ and ‘Shōgun’ Steal the Show at the 2025 WGA Awards (Winners List). IndieWire. Процитовано 17 лютого 2025.